# Värmepump

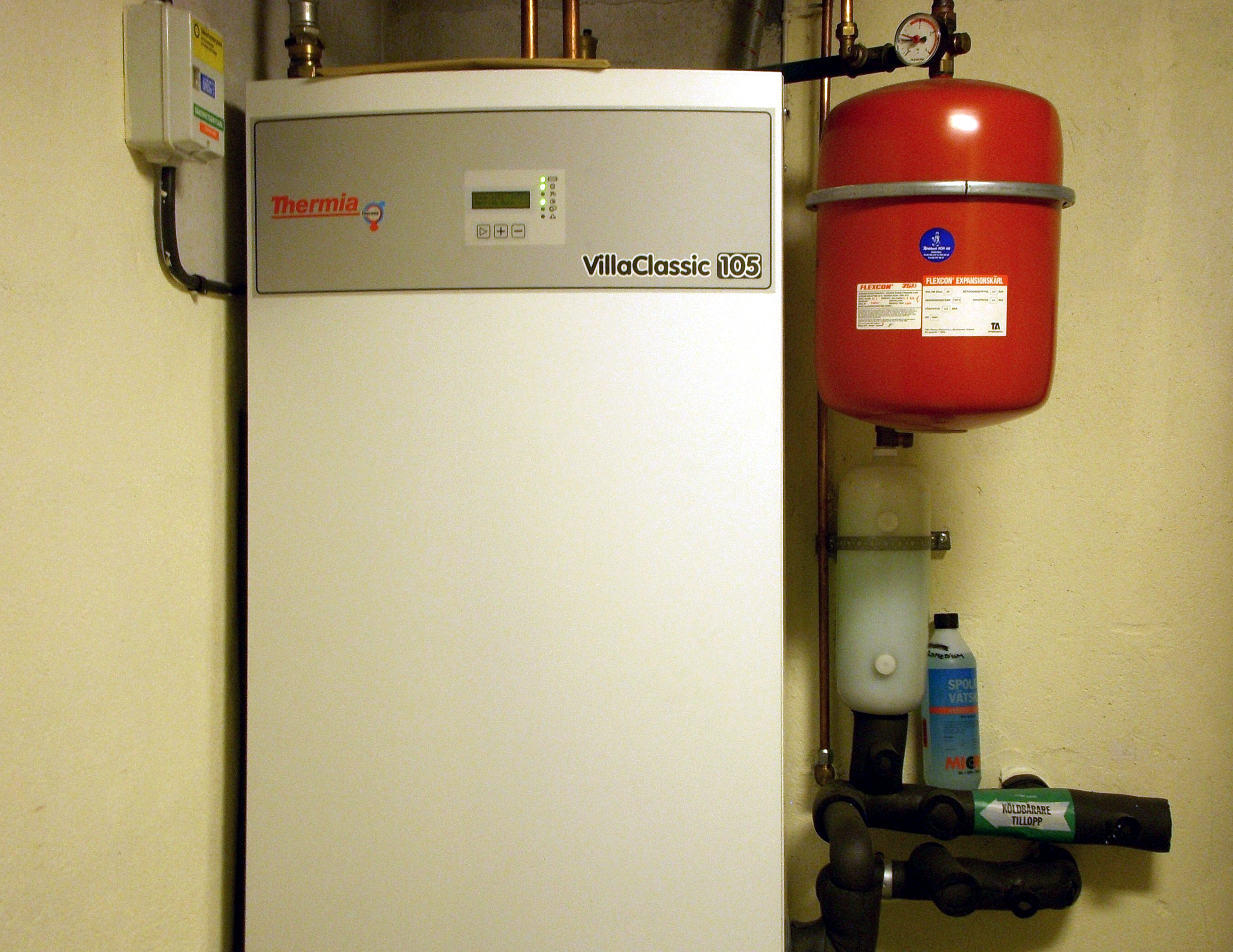
En äldre luft-vatten-värmepump, inomhusdelen med kompressor och kondensor. Den röda behållaren är ett expansionskärl.

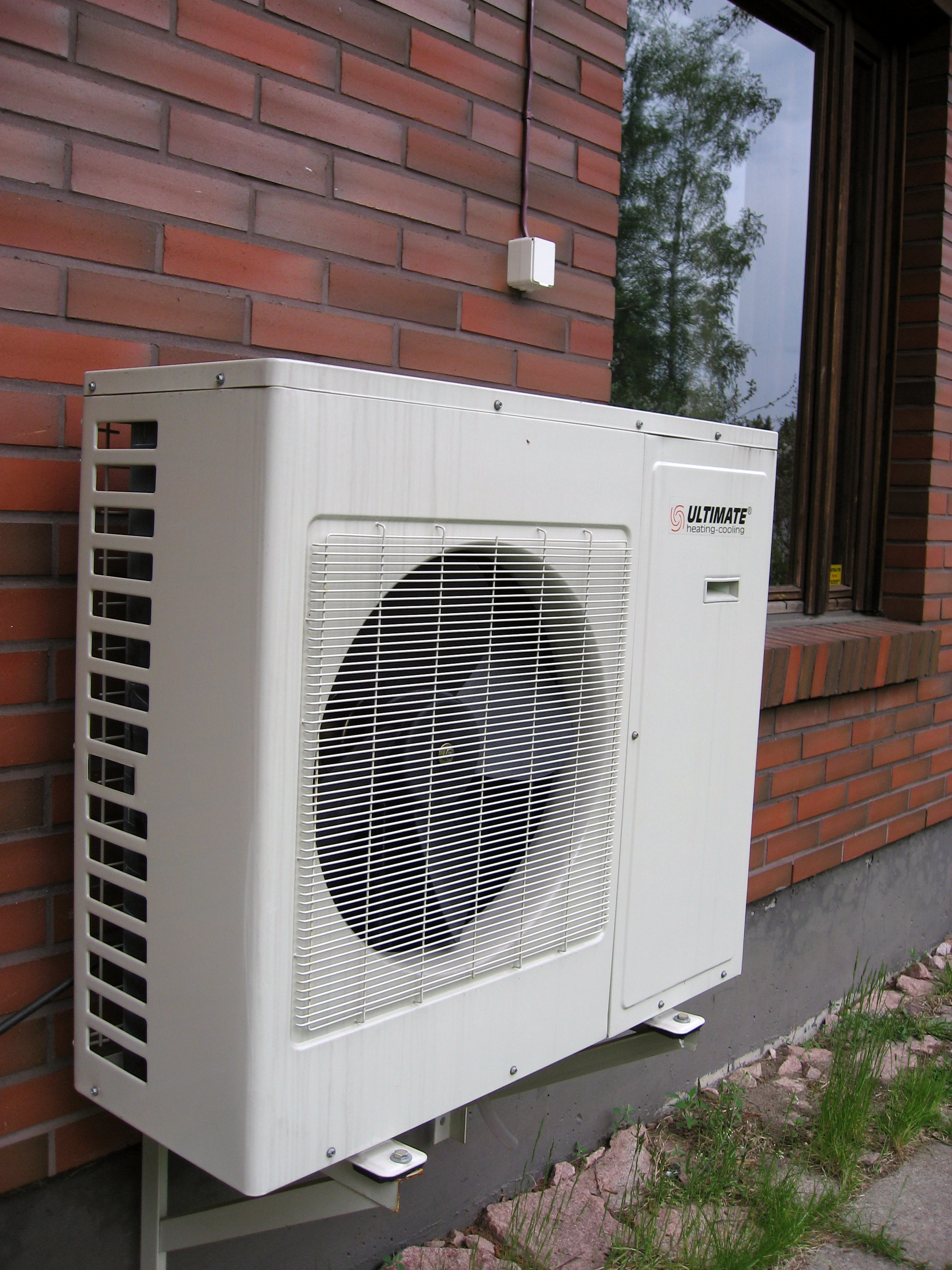
Utomhusdelen för en luft-luft-värmepump

En värmepump är en teknisk anordning som överför värmeenergi från en kall till en varm plats. För att detta ska vara möjligt måste energi i någon form tillföras, enligt termodynamikens andra huvudsats. Den skenbara verkningsgraden (värmefaktorn, COP) i en värmepump kan nå upp till 500 procent. Att komplettera eller ersätta direktverkande el (elelement) eller elpanna med en luft-luftvärmepump kan typiskt minska elkostnaden för en villa med 20 till 25 procent.
Tekniken i en värmepump är i princip densamma som i kompressordrivna kylanläggning för luftkonditionering. Den huvudsakliga skillnaden mellan dessa två är användningsområdet; värmepumpar används för uppvärmning, medan kylanläggningar används för kylning. Anläggningar där både värme och kyla önskas förekommer också.

## Energikälla respektive drivkälla
Energin tas primärt ur exempelvis den kalla uteluften. Detta sker genom att energiinnehållet i den processade mängden uteluft minskas och flyttas till annan plats, det vill säga inomhus (man "kramar" värmeenergin ur uteluften varvid utelufttemperaturen sänks ytterligare). Naturligtvis måste en mindre mängd energi tillföras för att driva processen. Förhållandet mellan tillförd drivenergi och utvunnen värmeenergi anges som COP-värdet (Coefficient of Performance). För en luftvärmepump är COP-värdet ungefär 5. För värmepumpar och frysar används nästan uteslutande elenergi. Att sätta igång en kompressor med flytande eller fasta bränslen är i princip en bekvämlighetsfråga, då även tänkbar spillvärme kan tas tillvara vid lokaluppvärming. Absorptionskylskåp tillverkas dock även för gas- eller fotogendrift.

## Teknik

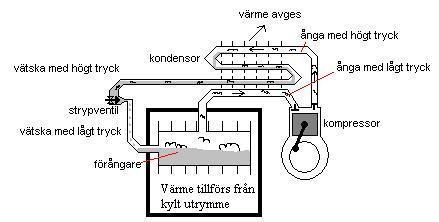
Värmepump

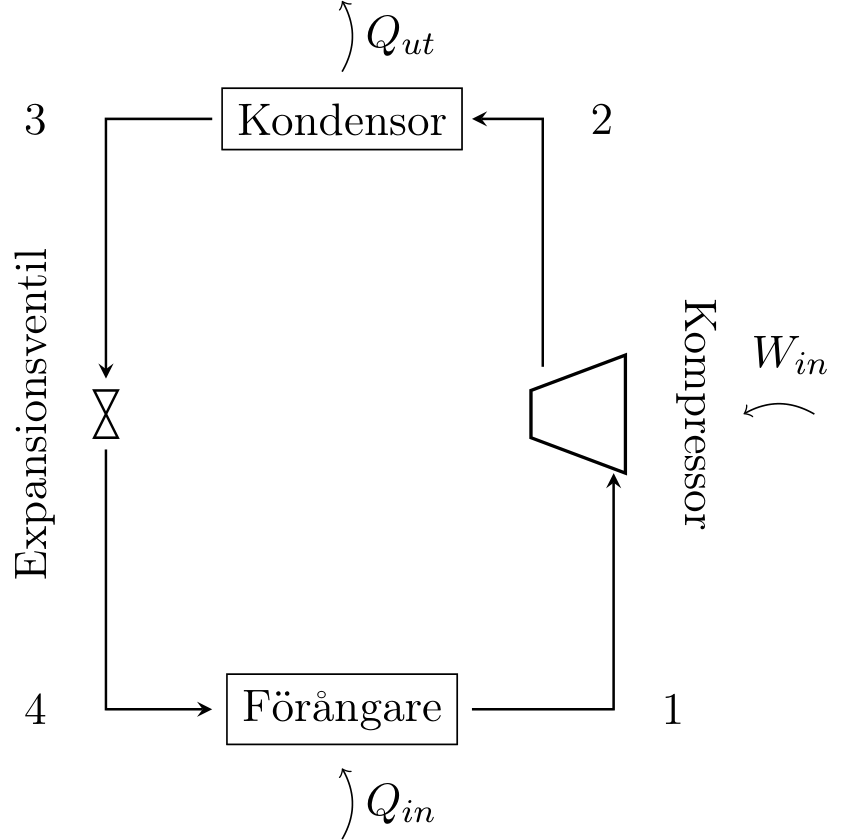
Bilden visar enkelt och schematiskt hur kompressorcykeln fungerar. Steg 1-2 komprimering köldmediet med hjälp av utifrån tillförd energi, då ökar tryck och temperatur. I steg 2-3 passerar köldmediet kondensorn där köldmediet ger i från sig energi. Trycket på köldmediet sänks genom en expansionsventil i steg 3-4, då sjunker även temperaturen på köldmediet. Sist passerar köldmediet förångaren där det tar upp energi från omgivningen.

Den mekanism man oftast använder i värmepumpar kallas för kompressorprocessen. Den är uppbyggd av fyra huvudkomponenter: förångare, kompressor, kondensor och strypanordning. Absorptionsprocessen ger i allmänhet lägre verkningsgrad och används nästintill enbart för vissa kylskåpstillämpningar, där ljud kan bli störande.
Den kylalstring man eftersträvar i ett kylskåp erhålls genom att köldmediet (till exempel propan, ammoniak eller freoner) går från ett högt tryck till ett mycket lägre genom en strypventil eller förträngning. Det lägre trycket medför där en markant lägre temperatur. Köldmediet passerar sedan förångaren, där det förångas av värme från omgivningen. Ångorna passerar därefter kompressorn där det återigen komprimeras till ett högre tryck och skickas vidare till kondensorn. Vid kondensorn kondenseras detta och det övergår sedan till vätskeform. Vid detta förlopp frigörs värme som måste bortföras, det är den värmen som används hos värmepumpar.
Köldmediet leds från kondensorn till förångaren i ett kontrollerat flöde så att tryckdifferensen upprätthålls med hjälp av strypanordningen. Strypanordningen är i de flesta fall en ventil och på mindre anläggningar kan det också vara ett tunt rör, ett så kallat "kapillärrör". Efter strypventilen är vätskan kall och skickas med lågt tryck till förångaren.
Ett värmepumpsystem innehåller även givare som övervakar trycket i systemet i form av en lågtryckpressostat och högtryckpressostat. Lågtryckpressostaten har uppgiften att stoppa kompressorn när trycket blir för lågt att undvika luft kommer in i system om en läcka uppkommer. Eller att avbryta driften när den önskade temperaturen/börvärdet har nåtts, en så kallad "pump-down" funktion med hjälp av en magnetventil som sitter mellan köldmedietanken och strypventilen. Högtryckspressostaten övervakar trycket efter kompressorn för att undvika en överhettning på kondensorsidan.
Valet av köldmedium påverkar vilka tryck som uppträder i systemet och vilka material som kan användas. Ett mycket använt köldmedium är ammoniak men på 1930-talet började man även använda freoner som är halogenerade kolväten. Användningen av detta köldmedium har trots allt på senare tid begränsats på grund av dess inverkan på stratosfärens ozonhalt. Ammoniak är fortfarande vanligt i de allra största anläggningarna, de med hundratals kW kyleffekt.
Andra komponenter som kan förekomma i en kompressorprocess är följande och avvikande:
- Synglas
- Torkfilter
- Köldmedietank
- Fyrvägsventil (endast för värmepumpar, luftkonditionering, eller DX-system)
- Suggasfilter
- Lågtryckpressostat
- Högtryckpressostat
- Pressostat för kondensorfläkt

### Torkfilter
Torkfilter används för att fånga upp vätska. Torkfiltret är en behållare som är fyllt med ett ämne som binder fukt i små porer i ytan (absorbtion). Den har en uppgift att fånga upp vattenpartiklar som kan förekomma med påfyllning av köldmedium, eller vid installation av ett nytt system där vakuumsugningen inte har fått ut allt. Fukt inuti en kompressorprocess kan orsaka skador på kompressorn och att bidra till en högre hetgastemperatur. De vanligaste anläggningar som kan skadas av fukt är de som använder köldmediet R717 (ammoniak), medan anläggningar med R12 kan hantera mycket fukt.
Suggasfilter förekommer även, som kallas "Burn-Out", dessa monteras på sugsidan i en anläggning som har haft ett kompressorhaveri.
Filtret är i formen av en cylinder med en ingång och en utgång. In- och utgångarna är i form av gängning eller en lödning. Inuti ligger torkmedlet mellan två filter och en filt. De vanligaste som torkmedlet kan bestå av är silicagel eller molekylsiktar (zeoliter) eller en blandning av dessa.
På marknaden finns det två varianter av torkfilter; engångsfilter som används i mindre anläggningar, och i större anläggningar finns det filter med utbytbara insatser. Byte av torkfilter sker vid ingrepp i fall av ett kompressorhaveri, reparation av en köldmedieläcka, eller konvertering till ett mer miljövänligt köldmedium.

## Värmefaktor (COP)
En värmepumps verkningsgrad mäts i värmefaktor, även kallad COP (Coefficient Of Performance): hur mycket värmeenergi som genereras per tillförd elenergi. Till exempel av 1 kWh el får man ut 4 kWh värmeenergi, alltså med en värmefaktor på 4 (COP 4).
För att jämföra markvärmepumpar av olika fabrikat används standard EN255 vid temperatur från marken på 0 °C och 35 °C ut till radiatorerna. Markvärmepumpar bör inte väljas med lägre värmefaktor än 4,5. En nyare standard har införts, EN14511, men den används bara på de två frekvensstyrda värmepumpar som idag finns på marknaden (2008). Anledningen till detta är att EN14511 ger väsentligt lägre beräknad värmefaktor. Marknadsmässigt är det dock mycket svårt att förklara lägre värmefaktor och därför har branschen valt att ignorera den nya standarden som infördes redan sommaren 2004. De två frekvensstyrda värmepumparna går inte marknadsföra med EN255, eftersom de inte når upp till godtagbar värmefaktor, därför har flera värmepumpstillverkare valt att använda EN14511 för dessa istället. EN14511 beräknas vid temperaturerna 0 °C från marken och 45 °C ut till radiatorerna.
Vissa värmepumpstillverkare anger COP enligt den gällande internationella standarden EN14511, ofta med en liten notis om att med EN255 (0/35°C, 10K spridning) skulle COP bli 5–6 procent högre.
För luftvärmepumpar används istället värmefaktor beräknad vid 7 °C utomhustemperatur och 20 °C inomhustemperatur. Detta ger med bra teknik i värmepumpen en ganska bra värmefaktor, värmefaktor 4,5 är inte ovanligt. Skillnaden mot markvärmepumpen är att värmefaktor och värmeeffekten sjunker drastiskt med fallande utomhustemperatur. Vid -20 °C är värmefaktorn obetydligt över 1, alltså obetydligt över vad ett elelement presterar, samtidigt som värmeeffekten mer än halverats.
Svenska elsystemet har inte brist på energi, däremot finns brist på effekt vid riktigt kalla dagar. Mot det problemet hjälper inte luftvärmepumpar alls, då fungerar de nästan som ett elelement. En väldimensionerad och välstyrd markvärmepump med golvvärme arbetar däremot med en värmefaktor överstigande 4 dessa kalla dagar, även med vanliga radiatorer överstiger värmefaktorn oftast 3.
Moderna luft/luftvärmepumpar har dock en värmefaktor på mer än två även vid −15 °C utomhustemperatur.
Värmefaktorn är helt beroende av temperaturskillnaden mellan det man tar värmen ifrån (till exempel mark eller luft) och det man avger värmen med (luft eller vatten). Med liten temperaturskillnad får man hög värmefaktor och med stor temperaturskillnad får man låg värmefaktor. Vid injustering av värmesystemet skall man alltså eftersträva så låg temperatur som möjligt i golvet eller på radiatorerna. En innegivare kopplad till markvärmepumpen hjälper till att spara energi, eftersom den effektivt bromsar värmepumpen från att trycka ut onödigt hög temperatur till exempel kalla vindstilla dagar. Den ser dessutom till att hålla jämnare temperatur i huset, något som är omöjligt med bara utegivare.

## Värmekällor
Vanliga värmekällor för värmepumpar i fastigheter är berggrund, sjövatten eller luft. För större värmepumpar ämnade för till exempel fjärrvärmeproduktion kan kommunalt avloppsvatten, industriell spillvärme eller nät för fjärrkyla användas.

### Fastighetsvärmepumpar
- Frånluftsvärmepump, den enklaste och billigaste sortens värmepump, vilken går ut på att återvinna den värme som går ut från huset via ventilationen och återför den till husets värmesystem.

- Uteluftvärmepump finns det två typer av, luft-vattenvärmepump och luft-luftvärmepump. Luft-luftvärmepump kallas ofta för komfortvärmepump då den kan reverseras till att fungera som luftkonditionering. Komfortvärmepumpen har, om den är rätt dimensionerad, i princip tillräcklig bra verkan för att kunna värma upp en villa på cirka 100–150 m². Men detta förutsätter i praktiken att huset har en öppen planlösning och att utetemperaturen inte faller under 20 minusgrader. Luft-vattenvärmepumpen överför värmen till det vattenburna värmesystemet i huset (det vill säga radiatorerna) men samma problem gällande utetemperaturer under 20 minusgrader. En negativ effekt är att utomhusdelen bullrar, vilket varierar olika mycket beroende på modeller och fabrikat. Ytterligare en nackdel är att uteffekten minskar när utomhustemperaturen sjunker, detta innebär att värmepumpen levererar minst effekt när den behövs som mest, i likhet med kylskåp med bakvänd effekt.

- Bergvärmepump använder det cirka fyragradiga vatten som finns nere i berggrunden för värme. Värmefaktorn för en bergvärmepump är inte lika hög som i luftvärmepumpen när det är varmt utomhus men fungerar med samma värmefaktor och effekt året runt. För att kunna utnyttja bergvärmen borrar man ett eller flera 80–200 meter djupa hål ner i marken, beroende på hur nära berget man är och hur stor effekt värmepumpen har. Det räcker normalt med ett hål för en normal villa.

- Ytjordvärmepump nyttjar den värme som lagras i marken. För att kunna nyttja detta effektivast bör man kunna lägga ut den slang som ska fånga upp värmen över cirka 400–600 m² och på ett djup av 0,6–1,5 m. Vattenhaltiga jordar fungerar bäst för detta. Denna typ av värmepump lämpar sig bäst för hus med hög energiförbrukning.

- Sjövattenvärmepump fungerar som en ytjordvärmepump men kräver att man har tillgång till en flod eller en sjö som inte fryser. Denna typ av värmepump lämpar sig bäst för hus med hög energianvändning.

Ofta används en elpatron i kombination med värmepumpen för de dagar då pumpen inte räcker till för att få upp tillräcklig värme. Dessutom används alltid någon form av varmvattenberedare för tappvarmvatten.

### Stora värmepumpar
För större värmepumpar ämnade för till exempel fjärrvärmeproduktion eller industrier används i huvudsak någon form av spillvärme som värmekälla. De bygger som regel på samma grundteknik som berg-, ytjord- och sjövattenvärmepumpar men i mycket större skala. 
- Avloppsvärmepump 
  - Den värme som följer med varmvattnet som spolas ut i kommunala avlopp samlas naturligt ihop vid reningsverket och kan där används som värmekälla.
- Industriell spillvärme
  - Många industrier, särskilt energiintensiva, får värmeöverskott vid sin produktion i form av uppvärmd luft eller vatten.
  - Ofta är den för sval för att kunna användas direkt i fjärrvärmenät men med en värmepump kan temperaturen höjas till användbar nivå.
  - En växande tillämpning är serverhallar.
- Värmepumpar för fjärrkyla
  - Allt fler städer får fjärrkylenät vilket genererar överskottsvärme.
  - I dessa fall kan värmepumpen användas för att samtidigt producera både värme och kyla som sedan levereras till respektive fjärrnät.